# Gręboszów (Petite-Pologne)
Pour les articles homonymes, voir Gręboszów.
Gręboszów est une localité polonaise, siège de la gmina de Gręboszów, située dans le powiat de Dąbrowa en voïvodie de Petite-Pologne.